# Olympische Sommerspiele 2024/Fußball – Frauen
Das olympische Fußballturnier der Frauen von 2024 fand vom 25. Juli bis 10. August 2024 statt. 12 Mannschaften nahmen daran teil. Als Titelverteidigerinnen starteten die Kanadierinnen, die 2020 erstmals olympisches Gold im Fußball gewonnen hatten. Ihre Nachfolgerinnen wurden die US-Amerikanerinnen, die das Finalspiel in Paris gegen Brasilien für sich entscheiden konnten.

## Auslosung
Für die Gruppenauslosung wurden die 12 Mannschaften gemäß der am 15. März 2024 veröffentlichten Frauenweltrangliste auf vier Töpfe verteilt. In jede Gruppe konnte nur eine Mannschaft einer Konföderation gelost werden. Da die letzten Spiele des Afrikanischen Qualifikationsturniers erst Anfang April stattfinden, wurden in der Auslosung als Platzhalter CAF 1 für Nigeria oder Südafrika und CAF 2 für Sambia oder Marokko verwendet. Die Auslosung fand am 20. März 2024 statt.
- Topf 1: Frankreich, Spanien, USA
- Topf 2: Deutschland, Japan, Kanada
- Topf 3: Brasilien, Australien, Kolumbien
- Topf 4: Neuseeland, CAF 1, CAF 2

## Modus
Die 12 Mannschaften bestreiten die Vorrunde in drei Gruppen zu je vier Mannschaften. Die Erst- und Zweitplatzierten sowie die beiden besten Gruppendritten erreichen das Viertelfinale, dessen vier siegreiche Mannschaften in das Halbfinale einziehen. Die beiden Sieger der Halbfinals erreichen das Endspiel, während die beiden Verlierer den dritten Platz ausspielen. Endet ein Spiel in der K.-o.-Runde unentschieden, wird es um zweimal 15 Minuten verlängert. Ist dann noch keine Entscheidung gefallen, entscheidet das Elfmeterschießen.

## Vorrunde

### Gruppe A
| Pl.                                                                                                   | Land       | Sp. | S | U | N | Tore    | Diff. | Punkte |
| --- | ---------- | --- | - | - | - | ------- | ----- | ------ |
| 1. | Frankreich | 3   | 2 | 0 | 1 | 006:500 | +1    | 06     |
| 2. | Kanada 1   | 3   | 3 | 0 | 0 | 005:200 | +3    | 03     |
| 3. | Kolumbien  | 3   | 1 | 0 | 2 | 004:400 | ±0    | 03     |
| 4. | Neuseeland | 3   | 0 | 0 | 3 | 002:600 | −4    | 0      |
| 1 Punktabzug von sechs Punkten durch die FIFA aufgrund der Ausspähung der Gegnerinnen mittels Drohnen |            |     |   |   |   |         |       |        |

#### Kanada – Neuseeland 2:1 (1:1)
| Kanada                                                                | Kanada | Neuseeland | Neuseeland |
| --------------------------------------------------------------------- | --- | --- | ---------- |
| Kanada                                                                | \| 1. Spieltag \| \| 25. Juli 2024 um 17:00 Uhr in Saint-Étienne (Stade Geoffroy-Guichard) \| \| Zuschauer: 2.674 \| \| Schiedsrichterin: Tess Olofsson ( Schweden) 1 \| \| Spielbericht \| | \| 1. Spieltag \| \| 25. Juli 2024 um 17:00 Uhr in Saint-Étienne (Stade Geoffroy-Guichard) \| \| Zuschauer: 2.674 \| \| Schiedsrichterin: Tess Olofsson ( Schweden) 1 \| \| Spielbericht \|                                                                                   | Neuseeland |
| Kanada                                                                | Kailen Sheridan – Jade Rose, Vanessa Gilles, Kadeisha Buchanan – Ashley Lawrence, Quinn (67. Simi Awujo), Jessie Fleming , Gabrielle Carle (67. Évelyne Viens) – Adriana Leon (90.+4' Shelina Zadorsky), Nichelle Prince (56. Janine Beckie), Cloé Lacasse (56. Jordyn Huitema) Cheftrainer: Andy Spence ( England) | Anna Leat – Catherine Bott, Katie Bowen , Rebekah Stott, Mackenzie Barry (59. Michaela Foster) – Indiah-Paige Riley, Kate Taylor (87. Gabi Rennie), Malia Steinmetz (59. Macey Fraser), Katie Kitching – Milly Clegg (66. Jacqui Hand), Grace Jale Cheftrainer: Michael Mayne | Neuseeland |
| Kanada                                                                | 1:1 Lacasse (45.+4') 2:1 Viens (79.) | 0:1 Barry (13.) | Neuseeland |
| Kanada                                                                | Buchanan (85.) | | Neuseeland |
| 1. Spieltag                                                           | | |            |
| 25. Juli 2024 um 17:00 Uhr in Saint-Étienne (Stade Geoffroy-Guichard) | | |            |
| Zuschauer: 2.674                                                      | | |            |
| Schiedsrichterin: Tess Olofsson ( Schweden) 1                         | | |            |
| Spielbericht                                                          | | |            |

#### Frankreich – Kolumbien 3:2 (3:0)
| Frankreich                                           | Frankreich | Kolumbien | Kolumbien |
| ---------------------------------------------------- | --- | --- | --------- |
| Frankreich                                           | \| 1. Spieltag \| \| 25. Juli 2024 um 21:00 Uhr in Lyon (Stade de Lyon) \| \| Zuschauer: 29.208 \| \| Schiedsrichterin: Tori Penso ( Vereinigte Staaten) 2 \| \| Spielbericht \| | \| 1. Spieltag \| \| 25. Juli 2024 um 21:00 Uhr in Lyon (Stade de Lyon) \| \| Zuschauer: 29.208 \| \| Schiedsrichterin: Tori Penso ( Vereinigte Staaten) 2 \| \| Spielbericht \|                                                                           | Kolumbien |
| Frankreich                                           | Pauline Peyraud-Magnin – Maëlle Lakrar, Griedge Mbock Bathy, Wendie Renard , Sakina Karchaoui (72. Selma Bacha) – Kenza Dali, Sandie Toletti, Grace Geyoro – Delphine Cascarino (72. Sandy Baltimore), Marie-Antoinette Katoto (90.+5' Eugénie Le Sommer), Kadidiatou Diani (90.+1' Amandine Henry) Cheftrainer: Hervé Renard | Katherine Tapia – Carolina Arias (83. Yirleidis Minota), Daniela Arias, Jorelyn Carabalí, Manuela Vanegas – Marcela Restrepo, Daniela Montoya (46. Manuela Paví), Catalina Usme, Linda Caicedo, Leicy Santos – Mayra Ramírez Cheftrainer: Angelo Marsiglia | Kolumbien |
| Frankreich                                           | 1:0 Katoto (6.) 2:0 Dali (18.) 3:0 Katoto (42.) | 3:1 Usme (54., Foulelfmeter) 3:2 Paví (64.) | Kolumbien |
| Frankreich                                           | Ramírez (86.) | | Kolumbien |
| 1. Spieltag                                          | | |           |
| 25. Juli 2024 um 21:00 Uhr in Lyon (Stade de Lyon)   | | |           |
| Zuschauer: 29.208                                    | | |           |
| Schiedsrichterin: Tori Penso ( Vereinigte Staaten) 2 | | |           |
| Spielbericht                                         | | |           |

#### Neuseeland – Kolumbien 0:2 (0:1)
| Neuseeland                                         | Neuseeland | Kolumbien | Kolumbien |
| -------------------------------------------------- | --- | --- | --------- |
| Neuseeland                                         | \| 2. Spieltag \| \| 28. Juli 2024 um 17:00 Uhr in Lyon (Stade de Lyon) \| \| Zuschauer: 5.212 \| \| Schiedsrichterin: Kim Yu-jeong ( Südkorea) 3 \| \| Spielbericht \| | \| 2. Spieltag \| \| 28. Juli 2024 um 17:00 Uhr in Lyon (Stade de Lyon) \| \| Zuschauer: 5.212 \| \| Schiedsrichterin: Kim Yu-jeong ( Südkorea) 3 \| \| Spielbericht \| | Kolumbien |
| Neuseeland                                         | Anna Leat – Catherine Bott, Katie Bowen , Rebekah Stott, Mackenzie Barry (78. Michaela Foster) – Indiah-Paige Riley, Kate Taylor (78. Gabi Rennie), Malia Steinmetz (46. Annalie Longo), Katie Kitching – Milly Clegg (46. Grace Jale), Jacqui Hand (66. Ally Green) Cheftrainer: Michael Mayne | Katherine Tapia – Carolina Arias (86. Daniela Caracas), Daniela Arias, Jorelyn Carabalí, Manuela Vanegas – Manuela Paví, Marcela Restrepo, Ilana Izquierdo (90. Liana Salazar), Linda Caicedo (90. Yirleidis Minota) – Leicy Santos, Catalina Usme (78. Daniela Montoya) Cheftrainer: Angelo Marsiglia | Kolumbien |
| Neuseeland                                         | 0:1 Restrepo (26.) 0:2 Santos (72.) | | Kolumbien |
| 2. Spieltag                                        | | |           |
| 28. Juli 2024 um 17:00 Uhr in Lyon (Stade de Lyon) | | |           |
| Zuschauer: 5.212                                   | | |           |
| Schiedsrichterin: Kim Yu-jeong ( Südkorea) 3       | | |           |
| Spielbericht                                       | | |           |

#### Frankreich – Kanada 1:2 (1:0)
| Frankreich                                                            | Frankreich | Kanada | Kanada |
| --------------------------------------------------------------------- | --- | --- | ------ |
| Frankreich                                                            | \| 2. Spieltag \| \| 28. Juli 2024 um 21:00 Uhr in Saint-Étienne (Stade Geoffroy-Guichard) \| \| Zuschauer: 17.550 \| \| Schiedsrichterin: Bouchra Karboubi ( Marokko) 4 \| \| Spielbericht \| | \| 2. Spieltag \| \| 28. Juli 2024 um 21:00 Uhr in Saint-Étienne (Stade Geoffroy-Guichard) \| \| Zuschauer: 17.550 \| \| Schiedsrichterin: Bouchra Karboubi ( Marokko) 4 \| \| Spielbericht \|                                                                                            | Kanada |
| Frankreich                                                            | Pauline Peyraud-Magnin (63. Constance Picaud) – Élisa De Almeida, Griedge Mbock Bathy, Wendie Renard (72. Maëlle Lakrar), Selma Bacha – Kenza Dali, Sandie Toletti, Grace Geyoro – Delphine Cascarino (63. Sakina Karchaoui), Marie-Antoinette Katoto, Kadidiatou Diani (82. Amandine Henry) Cheftrainer: Hervé Renard | Kailen Sheridan – Ashley Lawrence, Jade Rose, Vanessa Gilles, Kadeisha Buchanan, Gabrielle Carle (68. Janine Beckie) – Quinn (68. Évelyne Viens), Jessie Fleming , Simi Awujo (90. Julia Grosso) – Nichelle Prince (46. Adriana Leon), Jordyn Huitema Cheftrainer: Andy Spence ( England) | Kanada |
| Frankreich                                                            | 1:0 Katoto (42.) | 1:1 Fleming (58.) 1:2 Gilles (90.+12') | Kanada |
| Frankreich                                                            | Toletti (76.) | Lawrence (45.+2') | Kanada |
| 2. Spieltag                                                           | | |        |
| 28. Juli 2024 um 21:00 Uhr in Saint-Étienne (Stade Geoffroy-Guichard) | | |        |
| Zuschauer: 17.550                                                     | | |        |
| Schiedsrichterin: Bouchra Karboubi ( Marokko) 4                       | | |        |
| Spielbericht                                                          | | |        |

#### Neuseeland – Frankreich 1:2 (1:1)
| Neuseeland                                         | Neuseeland | Frankreich | Frankreich |
| -------------------------------------------------- | --- | --- | ---------- |
| Neuseeland                                         | \| 3. Spieltag \| \| 31. Juli 2024 um 21:00 Uhr in Lyon (Stade de Lyon) \| \| Zuschauer: 21.946 \| \| Schiedsrichterin: Edina Alves ( Brasilien) 5 \| \| Spielbericht \| | \| 3. Spieltag \| \| 31. Juli 2024 um 21:00 Uhr in Lyon (Stade de Lyon) \| \| Zuschauer: 21.946 \| \| Schiedsrichterin: Edina Alves ( Brasilien) 5 \| \| Spielbericht \| | Frankreich |
| Neuseeland                                         | Anna Leat – Catherine Bott, Rebekah Stott (54. Meikayla Moore), Katie Bowen , Michaela Foster (63. Mackenzie Barry) – Indiah-Paige Riley (73. Ally Green), Kate Taylor, Annalie Longo, Katie Kitching (54. Milly Clegg) – Grace Jale, Jacqui Hand (73. Malia Steinmetz) Cheftrainer: Michael Mayne | Pauline Peyraud-Magnin – Élisa De Almeida, Maëlle Lakrar, Griedge Mbock Bathy (83. Ève Périsset), Selma Bacha (74. Sandie Toletti) – Grace Geyoro (63. Kenza Dali), Amandine Henry , Sakina Karchaoui – Delphine Cascarino (83. Eugénie Le Sommer), Marie-Antoinette Katoto (63. Kadidiatou Diani), Sandy Baltimore Cheftrainer: Hervé Renard | Frankreich |
| Neuseeland                                         | 1:1 Taylor (43.) | 0:1 Katoto (22.) 1:2 Katoto (49.) | Frankreich |
| Neuseeland                                         | Green (90.+6') | | Frankreich |
| 3. Spieltag                                        | | |            |
| 31. Juli 2024 um 21:00 Uhr in Lyon (Stade de Lyon) | | |            |
| Zuschauer: 21.946                                  | | |            |
| Schiedsrichterin: Edina Alves ( Brasilien) 5       | | |            |
| Spielbericht                                       | | |            |

#### Kolumbien – Kanada 0:1 (0:0)
| Kolumbien                                                   | Kolumbien | Kanada | Kanada |
| ----------------------------------------------------------- | --- | --- | ------ |
| Kolumbien                                                   | \| 3. Spieltag \| \| 31. Juli 2024 um 21:00 Uhr in Nizza (Stade de Nice) \| \| Zuschauer: 5.388 \| \| Schiedsrichterin: Rebecca Welch ( Vereinigtes Königreich) 6 \| \| Spielbericht \|                                                   | \| 3. Spieltag \| \| 31. Juli 2024 um 21:00 Uhr in Nizza (Stade de Nice) \| \| Zuschauer: 5.388 \| \| Schiedsrichterin: Rebecca Welch ( Vereinigtes Königreich) 6 \| \| Spielbericht \| | Kanada |
| Kolumbien                                                   | Katherine Tapia – Carolina Arias , Daniela Arias, Jorelyn Carabalí, Manuela Vanegas – Yirleidis Minota (78. Daniela Montoya), Ilana Izquierdo, Marcela Restrepo, Linda Caicedo – Manuela Paví, Leicy Santos Cheftrainer: Angelo Marsiglia | Kailen Sheridan – Jade Rose, Vanessa Gilles (85. Shelina Zadorsky), Kadeisha Buchanan – Janine Beckie (85. Gabrielle Carle), Jessie Fleming , Julia Grosso (74. Quinn), Ashley Lawrence – Adriana Leon (61. Évelyne Viens), Jordyn Huitema, Cloé Lacasse (46. Nichelle Prince) Cheftrainer: Andy Spence ( England) | Kanada |
| Kolumbien                                                   | 0:1 Gilles (61.) | | Kanada |
| Kolumbien                                                   | Paví (6.), Minota (19.), Caicedo (90.+3') | Leon (45.+3') | Kanada |
| 3. Spieltag                                                 | | |        |
| 31. Juli 2024 um 21:00 Uhr in Nizza (Stade de Nice)         | | |        |
| Zuschauer: 5.388                                            | | |        |
| Schiedsrichterin: Rebecca Welch ( Vereinigtes Königreich) 6 | | |        |
| Spielbericht                                                | | |        |

### Gruppe B
| Pl. | Land               | Sp. | S | U | N | Tore    | Diff. | Punkte |
| --- | ------------------ | --- | - | - | - | ------- | ----- | ------ |
| 1.  | Vereinigte Staaten | 3   | 3 | 0 | 0 | 009:200 | +7    | 09     |
| 2.  | Deutschland        | 3   | 2 | 0 | 1 | 008:500 | +3    | 06     |
| 3.  | Australien         | 3   | 1 | 0 | 2 | 007:100 | −3    | 03     |
| 4.  | Sambia             | 3   | 0 | 0 | 3 | 006:130 | −7    | 0      |

#### Deutschland – Australien 3:0 (1:0)
| Deutschland                                          | Deutschland | Australien | Australien |
| ---------------------------------------------------- | --- | --- | ---------- |
| Deutschland                                          | \| 1. Spieltag \| \| 25. Juli um 19:00 Uhr in Marseille (Stade Vélodrome) \| \| Zuschauer: 9.731 \| \| Schiedsrichterin: Katia García ( Mexiko) 7 \| \| Spielbericht \| | \| 1. Spieltag \| \| 25. Juli um 19:00 Uhr in Marseille (Stade Vélodrome) \| \| Zuschauer: 9.731 \| \| Schiedsrichterin: Katia García ( Mexiko) 7 \| \| Spielbericht \| | Australien |
| Deutschland                                          | Ann-Katrin Berger – Giulia Gwinn, Kathrin Hendrich, Marina Hegering (74. Bibiane Schulze Solano), Sarai Linder – Janina Minge (74. Elisa Senß), Alexandra Popp , Jule Brand, Sjoeke Nüsken (46. Sydney Lohmann), Klara Bühl (89. Vivien Endemann) – Lea Schüller Cheftrainer: Horst Hrubesch | Mackenzie Arnold – Ellie Carpenter, Clare Hunt, Alanna Kennedy, Stephanie Catley (77. Kaitlyn Torpey) – Hayley Raso (77. Emily van Egmond), Katrina Gorry (59. Clare Wheeler), Kyra Cooney-Cross, Mary Fowler – Cortnee Vine (59. Sharn Freier), Caitlin Foord (77. Michelle Heyman) Cheftrainer: Tony Gustavsson ( Schweden) | Australien |
| Deutschland                                          | 1:0 Hegering (24.) 2:0 Schüller (64.) 3:0 Brand (68.) | | Australien |
| Deutschland                                          | Minge (45.+1') | Foord (23.) | Australien |
| 1. Spieltag                                          | | |            |
| 25. Juli um 19:00 Uhr in Marseille (Stade Vélodrome) | | |            |
| Zuschauer: 9.731                                     | | |            |
| Schiedsrichterin: Katia García ( Mexiko) 7           | | |            |
| Spielbericht                                         | | |            |

#### Vereinigte Staaten – Sambia 3:0 (3:0)
| Vereinigte Staaten                             | Vereinigte Staaten | Sambia | Sambia |
| ---------------------------------------------- | --- | --- | ------ |
| Vereinigte Staaten                             | \| 1. Spieltag \| \| 25. Juli um 21:00 Uhr in Nizza (Stade de Nice) \| \| Zuschauer: 5.550 \| \| Schiedsrichter: Ramon Abatti ( Brasilien) 8 \| \| Spielbericht \| | \| 1. Spieltag \| \| 25. Juli um 21:00 Uhr in Nizza (Stade de Nice) \| \| Zuschauer: 5.550 \| \| Schiedsrichter: Ramon Abatti ( Brasilien) 8 \| \| Spielbericht \|                                                                                 | Sambia |
| Vereinigte Staaten                             | Alyssa Naeher – Emily Fox, Naomi Girma, Tierna Davidson, Crystal Dunn – Lindsey Horan (65. Emily Sonnett), Sam Coffey, Trinity Rodman (65. Casey Krueger), Rose Lavelle (46. Korbin Albert), Sophia Smith (43. Lynn Williams) – Mallory Swanson (65. Jenna Nighswonger) Cheftrainerin: Emma Hayes ( Vereinigtes Königreich) | Ngambo Musole – Esther Siamfuko, Pauline Zulu, Lushomo Mweemba, Martha Tembo – Prisca Chilufya (38. Avell Chitundu), Hellen Chanda, Grace Chanda (38. Esther Muchinga), Racheal Kundananji – Kabange Mupopo, Barbra Banda Cheftrainer: Bruce Mwape | Sambia |
| Vereinigte Staaten                             | 1:0 Rodman (17.) 2:0 Swanson (24.) 3:0 Swanson (25.) | | Sambia |
| Vereinigte Staaten                             | Rodman (44.) | Tembo (45.) | Sambia |
| Vereinigte Staaten                             | P. Zulu (34.) | | Sambia |
| Vereinigte Staaten                             | Rote Karte für Zulu nach Videobeweis (34.) | | Sambia |
| 1. Spieltag                                    | | |        |
| 25. Juli um 21:00 Uhr in Nizza (Stade de Nice) | | |        |
| Zuschauer: 5.550                               | | |        |
| Schiedsrichter: Ramon Abatti ( Brasilien) 8    | | |        |
| Spielbericht                                   | | |        |

#### Australien – Sambia 6:5 (2:4)
| Australien                                       | Australien | Sambia | Sambia |
| ------------------------------------------------ | --- | --- | ------ |
| Australien                                       | \| 2. Spieltag \| \| 28. Juli um 19:00 Uhr in Nizza (Stade de Nice) \| \| Zuschauer: 4.441 \| \| Schiedsrichterin: Emikar Calderas ( Venezuela) 9 \| \| Spielbericht \| | \| 2. Spieltag \| \| 28. Juli um 19:00 Uhr in Nizza (Stade de Nice) \| \| Zuschauer: 4.441 \| \| Schiedsrichterin: Emikar Calderas ( Venezuela) 9 \| \| Spielbericht \| | Sambia |
| Australien                                       | Mackenzie Arnold – Ellie Carpenter, Clare Hunt, Alanna Kennedy, Stephanie Catley – Kyra Cooney-Cross, Katrina Gorry (57. Kaitlyn Torpey), Hayley Raso (57. Michelle Heyman), Emily van Egmond (57. Clare Wheeler), Caitlin Foord – Mary Fowler Cheftrainer: Tony Gustavsson ( Schweden) | Ngambo Musole – Esther Siamfuko, Esther Muchinga, Lushomo Mweemba, Martha Tembo – Racheal Nachula (83. Prisca Chilufya), Misozi Zulu (66. Rhoda Chileshe), Hellen Chanda, Racheal Kundananji – Barbra Banda , Kabange Mupopo (83. Avell Chitundu) Cheftrainer: Bruce Mwape | Sambia |
| Australien                                       | 1:1 Kennedy (7.) 2:3 Raso (35.) 3:5 Musole (58., Eigentor) 4:5 Catley (65.) 5:5 Catley (78., Foulelfmeter) 6:5 Heyman (90.) | 0:1 B. Banda (1.) 1:2 Kundananji (21.) 1:3 B. Banda (33.) 2:4 B. Banda (45.+2') 2:5 Kundananji (56.) | Sambia |
| Australien                                       | Kennedy (87.) | Muchinga (77.) | Sambia |
| 2. Spieltag                                      | | |        |
| 28. Juli um 19:00 Uhr in Nizza (Stade de Nice)   | | |        |
| Zuschauer: 4.441                                 | | |        |
| Schiedsrichterin: Emikar Calderas ( Venezuela) 9 | | |        |
| Spielbericht                                     | | |        |

Barbra Banda erzielte zum dritten Mal drei Tore in einem Spiel bei Olympischen Spielen, wobei ihre Mannschaft keines dieser Spiele gewinnen konnte (2021: 3:10 gegen die Niederlande und 4:4 gegen China).

#### Vereinigte Staaten – Deutschland 4:1 (3:1)
| Vereinigte Staaten                                   | Vereinigte Staaten | Deutschland | Deutschland |
| ---------------------------------------------------- | --- | --- | ----------- |
| Vereinigte Staaten                                   | \| 2. Spieltag \| \| 28. Juli um 21:00 Uhr in Marseille (Stade Vélodrome) \| \| Zuschauer: 12.845 \| \| Schiedsrichter: Yael Falcón ( Argentinien) 10 \| \| Spielbericht \| | \| 2. Spieltag \| \| 28. Juli um 21:00 Uhr in Marseille (Stade Vélodrome) \| \| Zuschauer: 12.845 \| \| Schiedsrichter: Yael Falcón ( Argentinien) 10 \| \| Spielbericht \|                                                                 | Deutschland |
| Vereinigte Staaten                                   | Alyssa Naeher – Emily Fox (90.+2' Casey Krueger), Naomi Girma, Tierna Davidson (42. Emily Sonnett), Crystal Dunn – Lindsey Horan , Sam Coffey, Trinity Rodman (90.+2' Jenna Nighswonger), Rose Lavelle, Sophia Smith – Mallory Swanson (85. Lynn Williams) Cheftrainerin: Emma Hayes ( Vereinigtes Königreich) | Ann-Katrin Berger – Giulia Gwinn, Kathrin Hendrich, Marina Hegering, Felicitas Rauch – Janina Minge, Alexandra Popp (77. Elisa Senß), Jule Brand, Sjoeke Nüsken (68. Sydney Lohmann), Klara Bühl – Lea Schüller Cheftrainer: Horst Hrubesch | Deutschland |
| Vereinigte Staaten                                   | 1:0 Smith (10.) 2:1 Swanson (26.) 3:1 Smith (44.) 4:1 Williams (89.) | 1:1 Gwinn (21.) | Deutschland |
| Vereinigte Staaten                                   | Coffey (23.) | Hendrich (18.) | Deutschland |
| 2. Spieltag                                          | | |             |
| 28. Juli um 21:00 Uhr in Marseille (Stade Vélodrome) | | |             |
| Zuschauer: 12.845                                    | | |             |
| Schiedsrichter: Yael Falcón ( Argentinien) 10        | | |             |
| Spielbericht                                         | | |             |

#### Sambia – Deutschland 1:4 (0:1)
| Sambia                                                           | Sambia | Deutschland | Deutschland |
| ---------------------------------------------------------------- | --- | --- | ----------- |
| Sambia                                                           | \| 3. Spieltag \| \| 31. Juli um 19:00 Uhr in Saint-Étienne (Stade Geoffroy-Guichard) \| \| Zuschauer: 2.642 \| \| Schiedsrichterin: Yoshimi Yamashita ( Japan) 11 \| \| Spielbericht \|                                                              | \| 3. Spieltag \| \| 31. Juli um 19:00 Uhr in Saint-Étienne (Stade Geoffroy-Guichard) \| \| Zuschauer: 2.642 \| \| Schiedsrichterin: Yoshimi Yamashita ( Japan) 11 \| \| Spielbericht \| | Deutschland |
| Sambia                                                           | Ngambo Musole – Esther Siamfuko, Pauline Zulu, Lushomo Mweemba, Martha Tembo – Racheal Nachula (46. Prisca Chilufya), Ochumba Lubandji, Hellen Chanda (65. Mary Wilombe), Racheal Kundananji – Barbra Banda , Kabange Mupopo Cheftrainer: Bruce Mwape | Ann-Katrin Berger – Giulia Gwinn, Kathrin Hendrich (22. Sara Doorsoun), Bibiane Schulze Solano, Felicitas Rauch – Janina Minge, Sjoeke Nüsken (89. Elisa Senß), Alexandra Popp (69. Sydney Lohmann) – Jule Brand (46. Vivien Endemann), Lea Schüller (69. Laura Freigang), Klara Bühl Cheftrainer: Horst Hrubesch | Deutschland |
| Sambia                                                           | 1:2 B. Banda (49.) | 0:1 Schüller (10.) 0:2 Bühl (47.) 1:3 Schüller (61.) 1:4 Senß (90.+6') | Deutschland |
| Sambia                                                           | H. Chanda (35.) | | Deutschland |
| Sambia                                                           | Das Tor von Elisa Senß wurde in Deutschland zum Tor des Monats Juli gewählt. | | Deutschland |
| 3. Spieltag                                                      | | |             |
| 31. Juli um 19:00 Uhr in Saint-Étienne (Stade Geoffroy-Guichard) | | |             |
| Zuschauer: 2.642                                                 | | |             |
| Schiedsrichterin: Yoshimi Yamashita ( Japan) 11                  | | |             |
| Spielbericht                                                     | | |             |

#### Australien – Vereinigte Staaten 1:2 (0:1)
| Australien                                           | Australien | Vereinigte Staaten | Vereinigte Staaten |
| ---------------------------------------------------- | --- | --- | ------------------ |
| Australien                                           | \| 3. Spieltag \| \| 31. Juli um 19:00 Uhr in Marseille (Stade Vélodrome) \| \| Zuschauer: 13.036 \| \| Schiedsrichter: François Letexier ( Frankreich) 12 \| \| Spielbericht \| | \| 3. Spieltag \| \| 31. Juli um 19:00 Uhr in Marseille (Stade Vélodrome) \| \| Zuschauer: 13.036 \| \| Schiedsrichter: François Letexier ( Frankreich) 12 \| \| Spielbericht \| | Vereinigte Staaten |
| Australien                                           | Mackenzie Arnold – Ellie Carpenter, Alanna Kennedy, Clare Hunt, Stephanie Catley , Kaitlyn Torpey (59. Michelle Heyman) – Mary Fowler, Katrina Gorry (59. Emily van Egmond), Kyra Cooney-Cross (46. Clare Wheeler), Caitlin Foord – Hayley Raso (85. Tameka Yallop) Cheftrainer: Tony Gustavsson ( Schweden) | Alyssa Naeher – Emily Fox (65. Casey Krueger), Naomi Girma, Emily Sonnett, Crystal Dunn (46. Jenna Nighswonger) – Rose Lavelle (65. Korbin Albert), Sam Coffey, Lindsey Horan – Trinity Rodman (65. Lynn Williams), Sophia Smith, Mallory Swanson (80. Croix Bethune) Cheftrainerin: Emma Hayes ( Vereinigtes Königreich) | Vereinigte Staaten |
| Australien                                           | 1:2 Kennedy (90.+1') | 0:1 Rodman (43.) 0:2 Albert (77.) | Vereinigte Staaten |
| Australien                                           | Coffey (3.), Albert (67.) | | Vereinigte Staaten |
| 3. Spieltag                                          | | |                    |
| 31. Juli um 19:00 Uhr in Marseille (Stade Vélodrome) | | |                    |
| Zuschauer: 13.036                                    | | |                    |
| Schiedsrichter: François Letexier ( Frankreich) 12   | | |                    |
| Spielbericht                                         | | |                    |

### Gruppe C
| Pl. | Land      | Sp. | S | U | N | Tore    | Diff. | Punkte |
| --- | --------- | --- | - | - | - | ------- | ----- | ------ |
| 1.  | Spanien   | 3   | 3 | 0 | 0 | 005:100 | +4    | 09     |
| 2.  | Japan     | 3   | 2 | 0 | 1 | 006:400 | +2    | 06     |
| 3.  | Brasilien | 3   | 1 | 0 | 2 | 002:400 | −2    | 03     |
| 4.  | Nigeria   | 3   | 0 | 0 | 3 | 001:500 | −4    | 0      |

#### Spanien – Japan 2:1 (1:1)
| Spanien                                                 | Spanien | Japan | Japan |
| ------------------------------------------------------- | --- | --- | ----- |
| Spanien                                                 | \| 1. Spieltag \| \| 25. Juli um 17:00 Uhr in Nantes (Stade Louis-Fonteneau) \| \| Zuschauer: 10.377 \| \| Schiedsrichterin: Bouchra Karboubi ( Marokko) 13 \| \| Spielbericht \| | \| 1. Spieltag \| \| 25. Juli um 17:00 Uhr in Nantes (Stade Louis-Fonteneau) \| \| Zuschauer: 10.377 \| \| Schiedsrichterin: Bouchra Karboubi ( Marokko) 13 \| \| Spielbericht \|                                                                                    | Japan |
| Spanien                                                 | Cata Coll – Ona Batlle, Irene Paredes , Laia Aleixandri, Olga Carmona (60. Oihane Hernández) – Aitana Bonmatí, Patricia Guijarro (82. Teresa Abelleira), Alexia Putellas (68. Jennifer Hermoso) – Athenea del Castillo (82. Lucía García), Salma Paralluelo, Mariona Caldentey Cheftrainer: Montserrat Tomé | Ayaka Yamashita – Moeka Minami, Saki Kumagai , Tōko Koga (90. Miyabi Moriya) – Risa Shimizu (69. Hana Takahashi), Hinata Miyazawa, Aoba Fujino, Kiko Seike (46. Maika Hamano) – Yui Hasegawa, Mina Tanaka (80. Remina Chiba), Fūka Nagano Cheftrainer: Futoshi Ikeda | Japan |
| Spanien                                                 | 1:1 Bonmatí (22.) 2:1 Caldentey (74.) | 0:1 Fujino (13.) | Japan |
| Spanien                                                 | Aleixandri (11.), Paredes (42.) | | Japan |
| 1. Spieltag                                             | | |       |
| 25. Juli um 17:00 Uhr in Nantes (Stade Louis-Fonteneau) | | |       |
| Zuschauer: 10.377                                       | | |       |
| Schiedsrichterin: Bouchra Karboubi ( Marokko) 13        | | |       |
| Spielbericht                                            | | |       |

#### Nigeria – Brasilien 0:1 (0:1)
| Nigeria                                                     | Nigeria | Brasilien | Brasilien |
| ----------------------------------------------------------- | --- | --- | --------- |
| Nigeria                                                     | \| 1. Spieltag \| \| 25. Juli um 19:00 Uhr in Bordeaux (Stade Matmut-Atlantique) \| \| Zuschauer: 6.244 \| \| Schiedsrichterin: Kim Yu-jeong ( Südkorea) 14 \| \| Spielbericht \| | \| 1. Spieltag \| \| 25. Juli um 19:00 Uhr in Bordeaux (Stade Matmut-Atlantique) \| \| Zuschauer: 6.244 \| \| Schiedsrichterin: Kim Yu-jeong ( Südkorea) 14 \| \| Spielbericht \|                           | Brasilien |
| Nigeria                                                     | Chiamaka Nnadozie – Michelle Alozie, Oluwatosin Demehin, Osinachi Ohale, Chidinma Okeke (75. Nicole Payne) – Deborah Abiodun, Christy Ucheibe, Toni Payne (67. Uchenna Kanu), Jennifer Echegini (67. Ifeoma Onumonu), Rasheedat Ajibade – Chinwendu Ihezuo (46. Esther Okoronkwo) Cheftrainer: Randy Waldrum ( Vereinigte Staaten) | Lorena – Antônia, Rafaelle Souza, Tarciane, Tamires (36. Yasmim) – Ludmila (65. Jheniffer), Vitória Yaya (66. Ana Vitória), Duda, Marta – Gabi Nunes (83. Kerolin), Gabi Portilho Cheftrainer: Arthur Elias | Brasilien |
| Nigeria                                                     | 0:1 Nunes (37.) | | Brasilien |
| Nigeria                                                     | Yaya (27.) | | Brasilien |
| 1. Spieltag                                                 | | |           |
| 25. Juli um 19:00 Uhr in Bordeaux (Stade Matmut-Atlantique) | | |           |
| Zuschauer: 6.244                                            | | |           |
| Schiedsrichterin: Kim Yu-jeong ( Südkorea) 14               | | |           |
| Spielbericht                                                | | |           |

#### Brasilien – Japan 1:2 (0:0)
| Brasilien                                                    | Brasilien | Japan | Japan |
| ------------------------------------------------------------ | --- | --- | ----- |
| Brasilien                                                    | \| 2. Spieltag \| \| 28. Juli um 17:00 Uhr in Paris (Parc des Princes) \| \| Zuschauer: 40.918 \| \| Schiedsrichterin: Rebecca Welch ( Vereinigtes Königreich) 15 \| \| Spielbericht \|                                | \| 2. Spieltag \| \| 28. Juli um 17:00 Uhr in Paris (Parc des Princes) \| \| Zuschauer: 40.918 \| \| Schiedsrichterin: Rebecca Welch ( Vereinigtes Königreich) 15 \| \| Spielbericht \|                                                                               | Japan |
| Brasilien                                                    | Lorena – Thais Ferreira, Lauren (46. Tarciane), Rafaelle Souza – Antônia, Angelina (70. Duda), Ana Vitória, Yasmim – Marta (85. Kerolin), Gabi Nunes (46. Jheniffer), Priscila (46. Ludmila) Cheftrainer: Arthur Elias | Ayaka Yamashita – Tōko Koga (70. Kiko Seike), Hana Takahashi, Saki Kumagai , Moeka Minami, Miyabi Moriya (80. Momoko Tanikawa) – Hinata Miyazawa (80. Remina Chiba), Yui Hasegawa, Fūka Nagano – Mina Tanaka, Maika Hamano (57. Riko Ueki) Cheftrainer: Futoshi Ikeda | Japan |
| Brasilien                                                    | 1:0 Jheniffer (56.) | 1:1 Kumagai (90.+2', Handelfmeter) 1:2 Tanikawa (90.+6') | Japan |
| Brasilien                                                    | Lauren (2.), Marta (44.) | Minami (71.) | Japan |
| Brasilien                                                    | Lorena hält Elfmeter von Tanaka (45.+3') | | Japan |
| 2. Spieltag                                                  | | |       |
| 28. Juli um 17:00 Uhr in Paris (Parc des Princes)            | | |       |
| Zuschauer: 40.918                                            | | |       |
| Schiedsrichterin: Rebecca Welch ( Vereinigtes Königreich) 15 | | |       |
| Spielbericht                                                 | | |       |

#### Spanien – Nigeria 1:0 (0:0)
| Spanien                                                 | Spanien | Nigeria | Nigeria |
| ------------------------------------------------------- | --- | --- | ------- |
| Spanien                                                 | \| 2. Spieltag \| \| 28. Juli um 19:00 Uhr in Nantes (Stade Louis-Fonteneau) \| \| Zuschauer: 11.079 \| \| Schiedsrichter: Tori Penso ( Vereinigte Staaten) 16 \| \| Spielbericht \|                                                                                                 | \| 2. Spieltag \| \| 28. Juli um 19:00 Uhr in Nantes (Stade Louis-Fonteneau) \| \| Zuschauer: 11.079 \| \| Schiedsrichter: Tori Penso ( Vereinigte Staaten) 16 \| \| Spielbericht \| | Nigeria |
| Spanien                                                 | Cata Coll – Oihane Hernández (46. Olga Carmona), Irene Paredes , Laia Aleixandri, Ona Batlle – Teresa Abelleira (59. Patricia Guijarro), Lucía García (46. Athenea del Castillo), Aitana Bonmatí, Alexia Putellas, Mariona Caldentey – Salma Paralluelo Cheftrainer: Montserrat Tomé | Chiamaka Nnadozie – Michelle Alozie (72. Nicole Payne), Osinachi Ohale, Oluwatosin Demehin, Chidinma Okeke – Rasheedat Ajibade , Deborah Abiodun, Christy Ucheibe (85. Uchenna Kanu), Toni Payne – Esther Okoronkwo (61. Ifeoma Onumonu), Asisat Oshoala (72. Chinwendu Ihezuo) Cheftrainer: Randy Waldrum ( Vereinigte Staaten) | Nigeria |
| Spanien                                                 | 1:0 Putellas (85.) | | Nigeria |
| Spanien                                                 | Oshoala (37.) | | Nigeria |
| 2. Spieltag                                             | | |         |
| 28. Juli um 19:00 Uhr in Nantes (Stade Louis-Fonteneau) | | |         |
| Zuschauer: 11.079                                       | | |         |
| Schiedsrichter: Tori Penso ( Vereinigte Staaten) 16     | | |         |
| Spielbericht                                            | | |         |

#### Japan – Nigeria 3:1 (3:1)
| Japan                                                   | Japan | Nigeria | Nigeria |
| ------------------------------------------------------- | --- | --- | ------- |
| Japan                                                   | \| 3. Spieltag \| \| 31. Juli um 17:00 Uhr in Nantes (Stade Louis-Fonteneau) \| \| Zuschauer: 6.480 \| \| Schiedsrichterin: Emikar Calderas ( Venezuela) 17 \| \| Spielbericht \| | \| 3. Spieltag \| \| 31. Juli um 17:00 Uhr in Nantes (Stade Louis-Fonteneau) \| \| Zuschauer: 6.480 \| \| Schiedsrichterin: Emikar Calderas ( Venezuela) 17 \| \| Spielbericht \| | Nigeria |
| Japan                                                   | Ayaka Yamashita – Miyabi Moriya (80. Remina Chiba), Hana Takahashi, Saki Kumagai , Rion Ishikawa, Hikaru Kitagawa (60. Hinata Miyazawa) – Maika Hamano, Honoka Hayashi, Yui Hasegawa (60. Fūka Nagano) – Mina Tanaka (46. Kiko Seike), Riko Ueki (90.+3' Momoko Tanikawa) Cheftrainer: Futoshi Ikeda | Chiamaka Nnadozie – Michelle Alozie, Osinachi Ohale (90.+1' Uchenna Kanu), Oluwatosin Demehin, Chidinma Okeke (46. Nicole Payne) – Christy Ucheibe, Deborah Abiodun (75. Esther Okoronkwo), Toni Payne, Jennifer Echegini, Rasheedat Ajibade – Asisat Oshoala (60. Chinwendu Ihezuo) Cheftrainer: Randy Waldrum ( Vereinigte Staaten) | Nigeria |
| Japan                                                   | 1:0 Hamano (22.) 2:0 Tanaka (32.) 3:1 Kitagawa (45.+5') | 2:1 Echegini (42.) | Nigeria |
| Japan                                                   | Demehin (45.+4') | | Nigeria |
| 3. Spieltag                                             | | |         |
| 31. Juli um 17:00 Uhr in Nantes (Stade Louis-Fonteneau) | | |         |
| Zuschauer: 6.480                                        | | |         |
| Schiedsrichterin: Emikar Calderas ( Venezuela) 17       | | |         |
| Spielbericht                                            | | |         |

#### Brasilien – Spanien 0:2 (0:0)
| Brasilien                                                   | Brasilien | Spanien | Spanien |
| ----------------------------------------------------------- | --- | --- | ------- |
| Brasilien                                                   | \| 3. Spieltag \| \| 31. Juli um 17:00 Uhr in Bordeaux (Stade Matmut-Atlantique) \| \| Zuschauer: 14.497 \| \| Schiedsrichter: Espen Eskås ( Norwegen) 18 \| \| Spielbericht \|                                    | \| 3. Spieltag \| \| 31. Juli um 17:00 Uhr in Bordeaux (Stade Matmut-Atlantique) \| \| Zuschauer: 14.497 \| \| Schiedsrichter: Espen Eskås ( Norwegen) 18 \| \| Spielbericht \| | Spanien |
| Brasilien                                                   | Lorena – Adriana, Antônia, Lauren, Tarciane, Tamires (61. Yasmim) – Marta , Duda (61. Ana Vitória), Vitória Yaya (87. Gabi Nunes), Ludmila (55. Gabi Portilho) – Kerolin (61. Jheniffer) Cheftrainer: Arthur Elias | Cata Coll (75. Misa Rodríguez) – Ona Batlle, Laia Codina, Laia Aleixandri, Olga Carmona – Teresa Abelleira, Athenea del Castillo, Patricia Guijarro (59. Alexia Putellas), Jennifer Hermoso (59. Aitana Bonmatí), Eva Navarro (46. Salma Paralluelo) – Lucía García (46. Mariona Caldentey) Cheftrainer: Montserrat Tomé | Spanien |
| Brasilien                                                   | 0:1 del Castillo (68.) 0:2 Putellas (90.+17') | | Spanien |
| Brasilien                                                   | Elias (81.) | Tomé (84.) | Spanien |
| Brasilien                                                   | Marta (45.+6') | | Spanien |
| 3. Spieltag                                                 | | |         |
| 31. Juli um 17:00 Uhr in Bordeaux (Stade Matmut-Atlantique) | | |         |
| Zuschauer: 14.497                                           | | |         |
| Schiedsrichter: Espen Eskås ( Norwegen) 18                  | | |         |
| Spielbericht                                                | | |         |

## Finalrunde

### Viertelfinale

#### Vereinigte Staaten – Japan 1:0 n.V.
| Vereinigte Staaten                                      | Vereinigte Staaten | Japan | Japan |
| ------------------------------------------------------- | --- | --- | ----- |
| Vereinigte Staaten                                      | \| 1. Viertelfinale \| \| 3. August 2024 um 15:00 Uhr in Paris (Parc des Princes) \| \| Zuschauer: 43.004 \| \| Schiedsrichterin: Tess Olofsson ( Schweden) 19 \| \| Spielbericht \| | \| 1. Viertelfinale \| \| 3. August 2024 um 15:00 Uhr in Paris (Parc des Princes) \| \| Zuschauer: 43.004 \| \| Schiedsrichterin: Tess Olofsson ( Schweden) 19 \| \| Spielbericht \| | Japan |
| Vereinigte Staaten                                      | Alyssa Naeher – Emily Fox (120.+1' Casey Krueger), Naomi Girma, Emily Sonnett, Crystal Dunn – Lindsey Horan , Korbin Albert, Rose Lavelle (106. Jenna Nighswonger) – Trinity Rodman, Sophia Smith, Mallory Swanson (91. Lynn Williams) Cheftrainerin: Emma Hayes ( Vereinigtes Königreich) | Ayaka Yamashita – Tōko Koga (91. Hana Takahashi), Saki Kumagai , Moeka Minami – Miyabi Moriya, Fūka Nagano, Yui Hasegawa (106. Honoka Hayashi), Hikaru Kitagawa (106. Remina Chiba) – Aoba Fujino (81. Hinata Miyazawa), Mina Tanaka (70. Riko Ueki), Kiko Seike (46. Maika Hamano) Cheftrainer: Futoshi Ikeda | Japan |
| Vereinigte Staaten                                      | 1:0 Rodman (105.+2') | | Japan |
| Vereinigte Staaten                                      | Sonnett (57.) | | Japan |
| 1. Viertelfinale                                        | | |       |
| 3. August 2024 um 15:00 Uhr in Paris (Parc des Princes) | | |       |
| Zuschauer: 43.004                                       | | |       |
| Schiedsrichterin: Tess Olofsson ( Schweden) 19          | | |       |
| Spielbericht                                            | | |       |

#### Spanien – Kolumbien 2:2 n.V. (2:2, 0:1), 4:2 i.E.
| Spanien                                             | Spanien | Kolumbien | Kolumbien |
| --------------------------------------------------- | --- | --- | --------- |
| Spanien                                             | \| 2. Viertelfinale \| \| 3. August 2024 um 17:00 Uhr in Lyon (Stade de Lyon) \| \| Zuschauer: 10.355 \| \| Schiedsrichterin: Katia García ( Mexiko) 20 \| \| Spielbericht \| | \| 2. Viertelfinale \| \| 3. August 2024 um 17:00 Uhr in Lyon (Stade de Lyon) \| \| Zuschauer: 10.355 \| \| Schiedsrichterin: Katia García ( Mexiko) 20 \| \| Spielbericht \| | Kolumbien |
| Spanien                                             | Cata Coll – Ona Batlle, Irene Paredes , Laia Aleixandri (78. Laia Codina), Olga Carmona (65. Alba Redondo) – Aitana Bonmatí, Patricia Guijarro, Alexia Putellas (65. Jennifer Hermoso) – Athenea del Castillo (78. Eva Navarro), Salma Paralluelo, Mariona Caldentey Cheftrainer: Montserrat Tomé | Katherine Tapia – Carolina Arias, Daniela Arias, Jorelyn Carabalí, Manuela Vanegas – Marcela Restrepo (98. Yirleidis Minota), Catalina Usme , Manuela Paví (45.+2' Ilana Izquierdo), Leicy Santos (86. Liana Salazar), Linda Caicedo (66. Daniela Montoya) – Mayra Ramírez (86. Daniela Caracas) Cheftrainer: Angelo Marsiglia | Kolumbien |
| Spanien                                             | 1:2 Hermoso (79.) 2:2 Paredes (90.+7') | 0:1 Ramírez (12.) 0:2 Santos (52.) | Kolumbien |
| Spanien                                             | Elfmeterschießen | | Kolumbien |
| Spanien                                             | 1:0 Caldentey 2:1 Navarro 3:1 Paralluelo 4:2 Bonmatí | Coll hält gegen Usme 1:1 Vanegas Salazar schießt über das Tor 3:2 Carabalí | Kolumbien |
| Spanien                                             | Aleixandri (8.) | D. Arias (30.) | Kolumbien |
| 2. Viertelfinale                                    | | |           |
| 3. August 2024 um 17:00 Uhr in Lyon (Stade de Lyon) | | |           |
| Zuschauer: 10.355                                   | | |           |
| Schiedsrichterin: Katia García ( Mexiko) 20         | | |           |
| Spielbericht                                        | | |           |

#### Kanada – Deutschland 0:0 n.V., 2:4 i.E.
| Kanada                                                     | Kanada | Deutschland | Deutschland |
| ---------------------------------------------------------- | --- | --- | ----------- |
| Kanada                                                     | \| 3. Viertelfinale \| \| 3. August 2024 um 19:00 Uhr in Marseille (Stade Vélodrome) \| \| Zuschauer: 12.517 \| \| Schiedsrichterin: Edina Alves ( Brasilien) 21 \| \| Spielbericht \| | \| 3. Viertelfinale \| \| 3. August 2024 um 19:00 Uhr in Marseille (Stade Vélodrome) \| \| Zuschauer: 12.517 \| \| Schiedsrichterin: Edina Alves ( Brasilien) 21 \| \| Spielbericht \|                                                                                                   | Deutschland |
| Kanada                                                     | Kailen Sheridan – Jade Rose, Vanessa Gilles, Kadeisha Buchanan, Gabrielle Carle (57. Cloé Lacasse) – Simi Awujo (109. Julia Grosso), Quinn, Ashley Lawrence, Jessie Fleming (46. Janine Beckie), Jordyn Huitema (57. Évelyne Viens) – Nichelle Prince (57. Adriana Leon) Cheftrainer: Andy Spence ( England) | Ann-Katrin Berger – Giulia Gwinn, Kathrin Hendrich, Marina Hegering, Felicitas Rauch – Alexandra Popp , Janina Minge, Jule Brand, Sjoeke Nüsken (65. Sydney Lohmann), Klara Bühl (65. Vivien Endemann, 104. Elisa Senß) – Lea Schüller (114. Laura Freigang) Cheftrainer: Horst Hrubesch | Deutschland |
| Kanada                                                     | Elfmeterschießen | | Deutschland |
| Kanada                                                     | 1:1 Quinn Berger hält gegen Lawrence Berger hält gegen Leon 2:3 Beckie | 0:1 Gwinn 1:2 Minge Lohmann schießt über das Tor 1:3 Rauch 2:4 Berger | Deutschland |
| Kanada                                                     | Brand (79.), Rauch (102.), Gwinn (107.) | | Deutschland |
| 3. Viertelfinale                                           | | |             |
| 3. August 2024 um 19:00 Uhr in Marseille (Stade Vélodrome) | | |             |
| Zuschauer: 12.517                                          | | |             |
| Schiedsrichterin: Edina Alves ( Brasilien) 21              | | |             |
| Spielbericht                                               | | |             |

#### Frankreich – Brasilien 0:1 (0:0)
| Frankreich                                                    | Frankreich | Brasilien | Brasilien |
| ------------------------------------------------------------- | --- | --- | --------- |
| Frankreich                                                    | \| 4. Viertelfinale \| \| 3. August 2024 um 21:00 Uhr in Nantes (Stade Louis-Fonteneau) \| \| Zuschauer: 32.280 \| \| Schiedsrichterin: Tori Penso ( Vereinigte Staaten) 22 \| \| Spielbericht \| | \| 4. Viertelfinale \| \| 3. August 2024 um 21:00 Uhr in Nantes (Stade Louis-Fonteneau) \| \| Zuschauer: 32.280 \| \| Schiedsrichterin: Tori Penso ( Vereinigte Staaten) 22 \| \| Spielbericht \|                             | Brasilien |
| Frankreich                                                    | Pauline Peyraud-Magnin – Élisa De Almeida (90.+5' Kenza Dali), Griedge Mbock Bathy, Wendie Renard , Selma Bacha – Grace Geyoro, Sandie Toletti (85. Eugénie Le Sommer), Sakina Karchaoui – Delphine Cascarino, Marie-Antoinette Katoto, Sandy Baltimore (69. Kadidiatou Diani) Cheftrainer: Hervé Renard | Lorena – Thais Ferreira (87. Lauren), Tarciane, Rafaelle Souza (54. Tamires) – Adriana, Duda (62. Angelina), Ana Vitória, Yasmim, Gabi Portilho, Jheniffer (87. Ludmila) – Gabi Nunes (62. Kerolin) Cheftrainer: Arthur Elias | Brasilien |
| Frankreich                                                    | 0:1 Portilho (82.) | | Brasilien |
| Frankreich                                                    | Katoto (28.), Hervé Renard (28.), Diani (90.+4'), Cascarino (90.+10') | Jheniffer (1.), Tamires (79.), Kerolin (79.), Portilho (90.+4'), Angelina (90.+9') | Brasilien |
| Frankreich                                                    | Lorena hält Elfmeter von Karchaoui (16.) | | Brasilien |
| 4. Viertelfinale                                              | | |           |
| 3. August 2024 um 21:00 Uhr in Nantes (Stade Louis-Fonteneau) | | |           |
| Zuschauer: 32.280                                             | | |           |
| Schiedsrichterin: Tori Penso ( Vereinigte Staaten) 22         | | |           |
| Spielbericht                                                  | | |           |

### Halbfinale

#### Vereinigte Staaten – Deutschland 1:0 n.V.
| Vereinigte Staaten                                  | Vereinigte Staaten | Deutschland | Deutschland |
| --------------------------------------------------- | --- | --- | ----------- |
| Vereinigte Staaten                                  | \| 1. Halbfinale \| \| 6. August 2024 um 18:00 Uhr in Lyon (Stade de Lyon) \| \| Zuschauer: 11.716 \| \| Schiedsrichterin: Bouchra Karboubi ( Marokko) 23 \| \| Spielbericht \| | \| 1. Halbfinale \| \| 6. August 2024 um 18:00 Uhr in Lyon (Stade de Lyon) \| \| Zuschauer: 11.716 \| \| Schiedsrichterin: Bouchra Karboubi ( Marokko) 23 \| \| Spielbericht \| | Deutschland |
| Vereinigte Staaten                                  | Alyssa Naeher – Emily Fox, Naomi Girma, Tierna Davidson (46. Emily Sonnett), Crystal Dunn (91. Jenna Nighswonger) – Lindsey Horan (91. Korbin Albert), Sam Coffey, Trinity Rodman, Rose Lavelle (60. Lynn Williams), Mallory Swanson (110. Casey Krueger) – Sophia Smith Cheftrainerin: Emma Hayes ( Vereinigtes Königreich) | Ann-Katrin Berger – Giulia Gwinn , Kathrin Hendrich, Marina Hegering (78. Bibiane Schulze Solano), Felicitas Rauch (106. Sara Doorsoun) – Sydney Lohmann (91. Elisa Senß), Sjoeke Nüsken, Janina Minge, Klara Bühl – Nicole Anyomi (69. Laura Freigang), Jule Brand Cheftrainer: Horst Hrubesch | Deutschland |
| Vereinigte Staaten                                  | 1:0 Smith (95.) | | Deutschland |
| Vereinigte Staaten                                  | Hegering (44.), Brand (108.) | | Deutschland |
| 1. Halbfinale                                       | | |             |
| 6. August 2024 um 18:00 Uhr in Lyon (Stade de Lyon) | | |             |
| Zuschauer: 11.716                                   | | |             |
| Schiedsrichterin: Bouchra Karboubi ( Marokko) 23    | | |             |
| Spielbericht                                        | | |             |

#### Brasilien – Spanien 4:2 (2:0)
| Brasilien                                                    | Brasilien | Spanien | Spanien |
| ------------------------------------------------------------ | --- | --- | ------- |
| Brasilien                                                    | \| 2. Halbfinale \| \| 6. August 2024 um 21:00 Uhr in Marseille (Stade Vélodrome) \| \| Zuschauer: 14.201 \| \| Schiedsrichterin: Rebecca Welch ( Vereinigtes Königreich) 24 \| \| Spielbericht \|                           | \| 2. Halbfinale \| \| 6. August 2024 um 21:00 Uhr in Marseille (Stade Vélodrome) \| \| Zuschauer: 14.201 \| \| Schiedsrichterin: Rebecca Welch ( Vereinigtes Königreich) 24 \| \| Spielbericht \| | Spanien |
| Brasilien                                                    | Lorena – Lauren (77. Kerolin), Tarciane, Thais Ferreira – Ludmila (56. Adriana), Angelina (56. Duda), Vitória Yaya, Yasmim, Jheniffer (69. Ana Vitória) – Gabi Portilho, Priscila (77. Gabi Nunes) Cheftrainer: Arthur Elias | Cata Coll – Ona Batlle, Irene Paredes (52. Laia Aleixandri), Laia Codina (77. Alexia Putellas), Olga Carmona (46. Oihane Hernández) – Aitana Bonmatí, Teresa Abelleira (65. Patricia Guijarro), Jennifer Hermoso – Eva Navarro (46. Athenea del Castillo), Salma Paralluelo, Mariona Caldentey Cheftrainer: Montserrat Tomé | Spanien |
| Brasilien                                                    | 1:0 Paredes (6., Eigentor) 2:0 Portilho (45.+4') 3:0 Adriana (71.) 4:1 Kerolin (90.+1') | 3:1 Duda (85., Eigentor) 4:2 Paralluelo (90.+12') | Spanien |
| Brasilien                                                    | Portilho (90.), Adriana (90.+9') | Abelleira (45.+4'), Coll (90.) | Spanien |
| 2. Halbfinale                                                | | |         |
| 6. August 2024 um 21:00 Uhr in Marseille (Stade Vélodrome)   | | |         |
| Zuschauer: 14.201                                            | | |         |
| Schiedsrichterin: Rebecca Welch ( Vereinigtes Königreich) 24 | | |         |
| Spielbericht                                                 | | |         |

### Spiel um Bronze

#### Spanien – Deutschland 0:1 (0:0)
| Spanien                                             | Spanien | Deutschland | Deutschland |
| --------------------------------------------------- | --- | --- | ----------- |
| Spanien                                             | \| Spiel um Bronze \| \| 9. August 2024 um 15:00 Uhr in Lyon (Stade de Lyon) \| \| Zuschauer: 10.995 \| \| Schiedsrichterin: Katia García ( Mexiko) 25 \| \| Spielbericht \| | \| Spiel um Bronze \| \| 9. August 2024 um 15:00 Uhr in Lyon (Stade de Lyon) \| \| Zuschauer: 10.995 \| \| Schiedsrichterin: Katia García ( Mexiko) 25 \| \| Spielbericht \|                                                                    | Deutschland |
| Spanien                                             | Cata Coll – Oihane Hernández (72. Olga Carmona), Laia Codina (86. Lucía García), Laia Aleixandri, Ona Batlle – Aitana Bonmatí, Teresa Abelleira (86. Patricia Guijarro), Alexia Putellas – Athenea del Castillo (72. Mariona Caldentey), Jennifer Hermoso, Salma Paralluelo Cheftrainer: Montserrat Tomé | Ann-Katrin Berger – Sarai Linder, Kathrin Hendrich, Marina Hegering, Felicitas Rauch – Sjoeke Nüsken, Janina Minge, Giulia Gwinn (90.+6' Sara Doorsoun), Klara Bühl (46. Lea Schüller), Jule Brand – Alexandra Popp Cheftrainer: Horst Hrubesch | Deutschland |
| Spanien                                             | 0:1 Gwinn (65., Foulelfmeter) | | Deutschland |
| Spanien                                             | Coll (64.) | | Deutschland |
| Spanien                                             | Berger hält Foulelfmeter von Putellas (90.+9') | | Deutschland |
| Spiel um Bronze                                     | | |             |
| 9. August 2024 um 15:00 Uhr in Lyon (Stade de Lyon) | | |             |
| Zuschauer: 10.995                                   | | |             |
| Schiedsrichterin: Katia García ( Mexiko) 25         | | |             |
| Spielbericht                                        | | |             |

### Finale

#### Brasilien – Vereinigte Staaten 0:1 (0:0)
| Brasilien                                                | Brasilien | Vereinigte Staaten | Vereinigte Staaten |
| -------------------------------------------------------- | --- | --- | ------------------ |
| Brasilien                                                | \| Finale \| \| 10. August 2024 um 17:00 Uhr in Paris (Parc des Princes) \| \| Zuschauer: 43.813 \| \| Schiedsrichterin: Tess Olofsson ( Schweden) 26 \| \| Spielbericht \|                                                     | \| Finale \| \| 10. August 2024 um 17:00 Uhr in Paris (Parc des Princes) \| \| Zuschauer: 43.813 \| \| Schiedsrichterin: Tess Olofsson ( Schweden) 26 \| \| Spielbericht \| | Vereinigte Staaten |
| Brasilien                                                | Lorena – Lauren (84. Rafaelle Souza), Tarciane, Thais Ferreira – Adriana , Vitória Yaya (50. Ana Vitória), Duda (61. Angelina), Yasmim – Gabi Portilho, Jheniffer (61. Priscila), Ludmila (61. Marta) Cheftrainer: Arthur Elias | Alyssa Naeher – Emily Fox, Naomi Girma, Tierna Davidson (74. Emily Sonnett), Crystal Dunn – Korbin Albert, Sam Coffey, Trinity Rodman, Lindsey Horan , Mallory Swanson (90.+5' Casey Krueger) – Sophia Smith (84. Lynn Williams) Cheftrainerin: Emma Hayes ( Vereinigtes Königreich) | Vereinigte Staaten |
| Brasilien                                                | 0:1 Swanson (57.) | | Vereinigte Staaten |
| Brasilien                                                | Tarciane (81.) | | Vereinigte Staaten |
| Brasilien                                                | 100. Länderspiel von Mallory Swanson | | Vereinigte Staaten |
| Finale                                                   | | |                    |
| 10. August 2024 um 17:00 Uhr in Paris (Parc des Princes) | | |                    |
| Zuschauer: 43.813                                        | | |                    |
| Schiedsrichterin: Tess Olofsson ( Schweden) 26           | | |                    |
| Spielbericht                                             | | |                    |